# Новотроїцьке (Карабалицький район)
Новотро́їцьке (каз. Новотроицк) — село у складі Карабалицького району Костанайської області Казахстану. Адміністративний центр Новотроїцького сільського округу.
Населення — 736 осіб (2021; 978 у 2009, 1396 у 1999, 1701 у 1989).